# Sofia Westberg
Sofia Alexandra Fredrika Westberg, född den 1 september 1987 i Brämaregårdens församling, Göteborg, är en svensk skådespelerska.
Sofia Westberg gick teaterestetiskt gymnasium i Lerum. I en intervju har hon sagt att det var intimiteten och närheten till publikens reaktioner på teatern som fick henne att bli skådespelare. Hon har även gått på balettskola och medverkade som statist uppsättningar av Nötknäpparen och Madama Butterfly.
Sofia Westberg debuterade 2005 i Björn Runges Mun mot mun där hon gjorde en större roll som flickan Vera. Westberg provfilmade egentligen för en mindre roll i filmen men Runge blev så imponerad av Westberg att han tog med henne i en av huvudrollerna. För sin rollprestation nominerades hon till en Guldbagge 2006 i kategorin "Bästa kvinnliga biroll".
Utöver Mun mot mun har hon medverkat i kortfilmerna One Night (2012) och Om jag vore (2013).

## Filmografi
- 2005 – Mun mot mun
- 2012 – One Night
- 2013 – Om jag vore

## Priser och utmärkelser
- 2006 – Partille kommuns kulturpris för rollprestationen i Mun mot mun.[5]